# 6402 Holstein
6402 Holstein è un asteroide della fascia principale. Scoperto nel 1991, presenta un'orbita caratterizzata da un semiasse maggiore pari a 2,7447341 UA e da un'eccentricità di 0,1197506, inclinata di 4,53838° rispetto all'eclittica.